# André Waterkeyn
André Waterkeyn (23 de agosto de 1917 - 4 de octubre de 2005) fue un ingeniero belga, conocido principalmente por diseñar el Atomium.
Waterkeyn era director de una compañía metalúrgica cuando en 1954 fue invitado para el diseño de una estructura para la Exposición General de primera categoría de Bruselas (1958) que simbolizara los esfuerzos de Bélgica en la ingeniería. 
Waterkeyn mantuvo los derechos de autor de todas las reproducciones del Atomium, y fue miembro del Consejo del Atomium hasta 2002, cuando su hijo tomó el cargo. Falleció en Bruselas en 2005. 

## Honores
Post mortem, la estructura lleva su nombre.

## Hockey sobre césped
Fue conocido como jugador de hockey sobre césped. En los Juegos Olímpicos de Londres 1948  participó con el equipo belga en el torneo de hockey 1948, jugando siempre como delantero.
- Datos: Q523346
- Multimedia: André Waterkeyn / Q523346